# Un cura en 1839
Un cura en 1835 (Un prêtre en 1835 en el original francés) es una novela inacabada escrita por Julio Verne, probablemente alrededor de 1845, que tiene 21 capítulos. El texto fue publicado por primera vez en francés en 1992, con ilustraciones de Jacques Tardi.

## Sinopsis
El 12 de marzo de 1835, un terrible accidente se produce en la iglesia de San Nicolás. La campana se desploma y, en su caída, causa mortandad entre los fieles. El campanero, Joseph, es aplastado. Él era amigo de Jules Deguay, un joven abogado que, en el desastre, salva a Anna Deltour, la hija del grotesco burguesa. Junto a su amigo, Michel Randeau, Jules, sospechando un crimen, comienza una investigación. Descubre algunos personajes extraños: Abraxa, una bruja malvada, y un sacerdote expulsado, Pierre Hervé.